# Пиде (Принцевы острова)
Пиде (тур. Kaşıkadası — «остров-ложка», назван так из-за своей формы или Пита (греч. Πίτα) — один из самых маленьких Принцевых островов в Мраморном море около Стамбула. Площадь острова 0,006 км². Располагается между Бююкадой и Хейбелиадой. Административно входит в район Адалар провинции Стамбул.